# Neoguraleus amoenus
Neoguraleus amoenus är en snäckart som först beskrevs av E.A. Smith 1884.  Neoguraleus amoenus ingår i släktet Neoguraleus och familjen kägelsnäckor. Inga underarter finns listade i Catalogue of Life.